# 培植肉

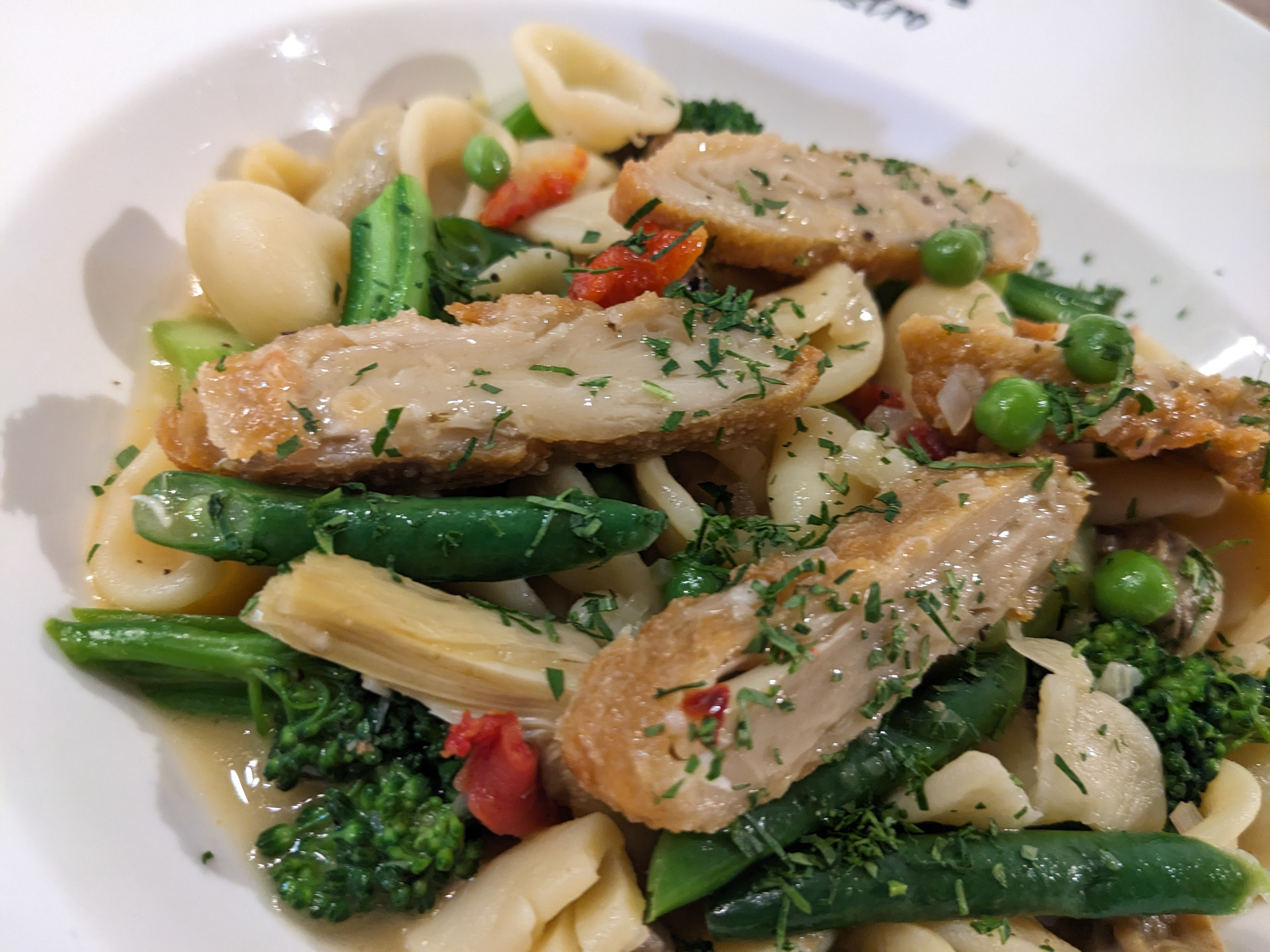
麵食中的培植雞肉（2023年）

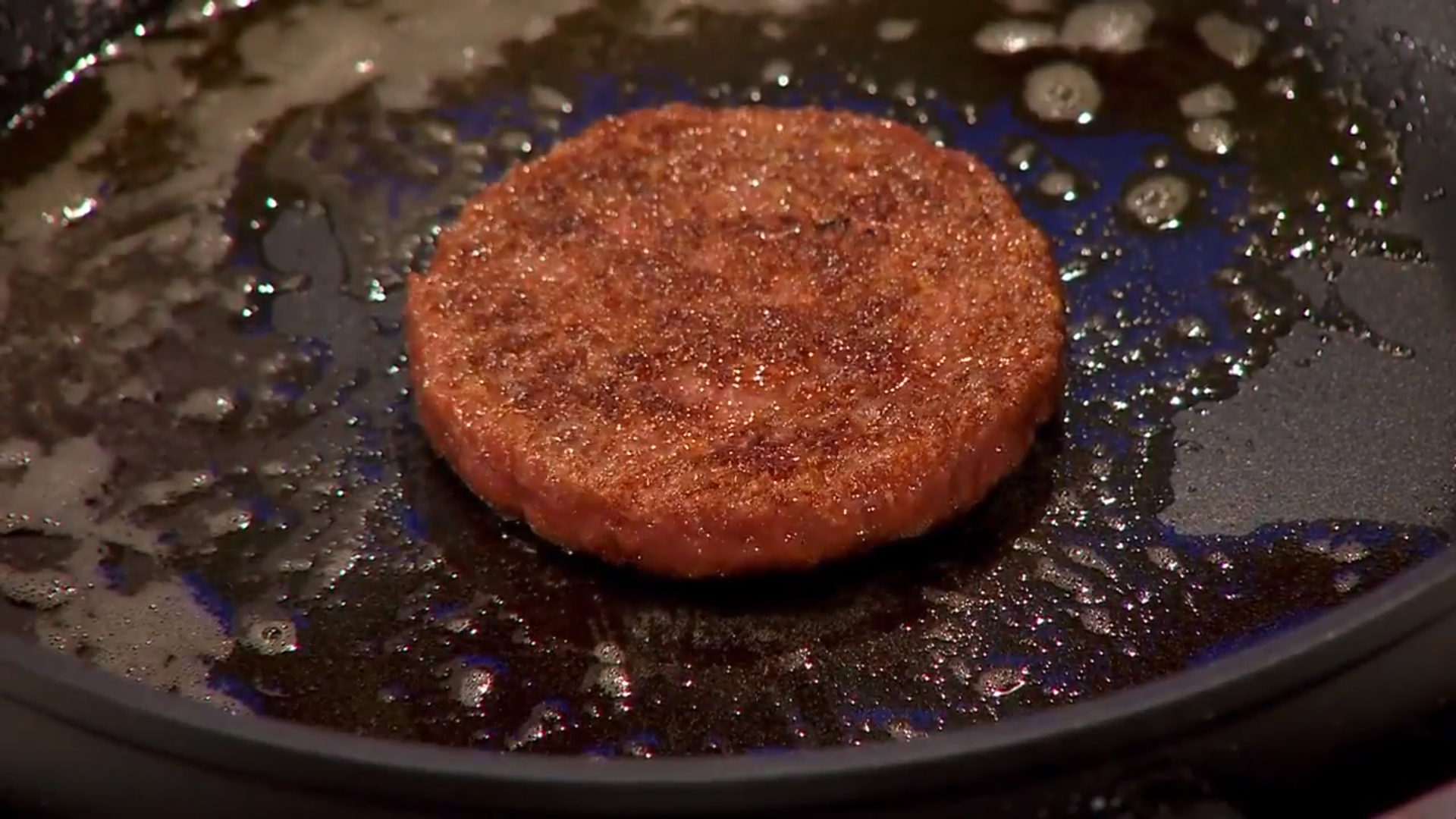
2013年生產的第一塊人造漢堡肉

培植肉（cultivated meat）亦作培養肉（cultured meat），指任何並非從動物身上取得的肉類，而是透過生物工程培養動物的肌肉細胞而成。原理是先從動物體內抽取幹細胞，再放進試管或培養皿上讓其分裂生長，最後產生肌肉組織。培植肉所培植的不一定只是牛肉，但由於牛肉在各種肉類的生產成本中最高，所以有關培植肉的研究基本上都以牛肉為主。培植肉有許多異名或產品名，如：人造肉（artificial meat）、人工肉、工程肉、试管肉、清洁肉（clean meat）乾淨肉、合成肉（synthetic meat）或健康肉（healthy meat）。
目前這項技術雖已有多個研究計劃在測試，初期生產成本極高，未能提供與公眾享用，但隨着生產技術日漸成熟，生產成本也不斷降低。例如：2012年時用試管肉造一個漢堡包的成本要25萬歐元，但據俄羅斯以安格斯牛的組織製成的試管肉在2023年投產時可降至每公斤100美元。當低成本的大量生產方法研究成功，將有可能解決全球糧食危機問題。

## 制作方法

### 組織工程學應用在培植肉
組織工程學最主要是解決移植器官後的細胞，是否能在新宿主有好的反應，解決新宿者的免疫系統對新細胞的攻擊，組織工程學有一系列研究，在於解決成長因子，或是改變成長過程對新細胞有甚麼影響。
組織細胞應用在培植肉，最主要是在解決味道，組織結構，成本，健康價值還有食品安全。
味道分子包含上千種，包括胺基酸、血紅素蛋白、硫化物與羰基化物、脂類、肽、其他味道揮發劑。
光繞射技術可以觀察培植肉的主要成分，色層分析與質譜定位可以分析味道分子結構。
影響培植肉的因子有細胞外陣列（ECM，extracellular matrix），肌肉細胞成長方式，肌內脂肪成分（IMF），架構（scaffold）成分與結構。靜力拉扯可以增加肌肉細胞與細胞外陣列的排列，就是可以增加肌肉的纖維化程度。架構（scaffolding）的規模化是困難的。

### 培植肉所需東西
- 成長因子（growth factor）讓細胞餵食營養並且成長。2.3D的架構（scaffolds）使細胞可以像體內血管持續供應養分。
- 細胞外基質使細胞之間可以有黏性，支持細胞外陣列的細胞來用於讓組織纖維化
- 內皮細胞的養成，模仿血管的流通
- 脂肪母細胞，持續分裂成脂肪子細胞，肌肉母細胞，分裂成肌肉細胞，間充質幹細胞和誘導性多能幹細胞(ipsc)也是幹細胞候選人，間充質幹細胞是指肌肉細胞以外的物質，通常對再生修復有很大的作用，ipsc誘導性多能幹細胞，是將原本已經從幹細胞分化之後的細胞，重新誘導成幹細胞，使之重新分裂生長。

### 技術实现
清潔肉是利用幹細胞丟到生物反應爐，然後在等它分裂成細胞肉，雖然全能幹細胞(受精卵細胞)可以分裂的次數比較多，但是全能幹細胞要發展出腦子，才能分裂出四肢，也就是說要分裂出四肢，一定要有腦子做編輯，就是利用神經細胞傳送電流來製造指令，現在有模仿電流的做法，但都很貴，也不可能生出畸形的生物，這樣違反人道主義。

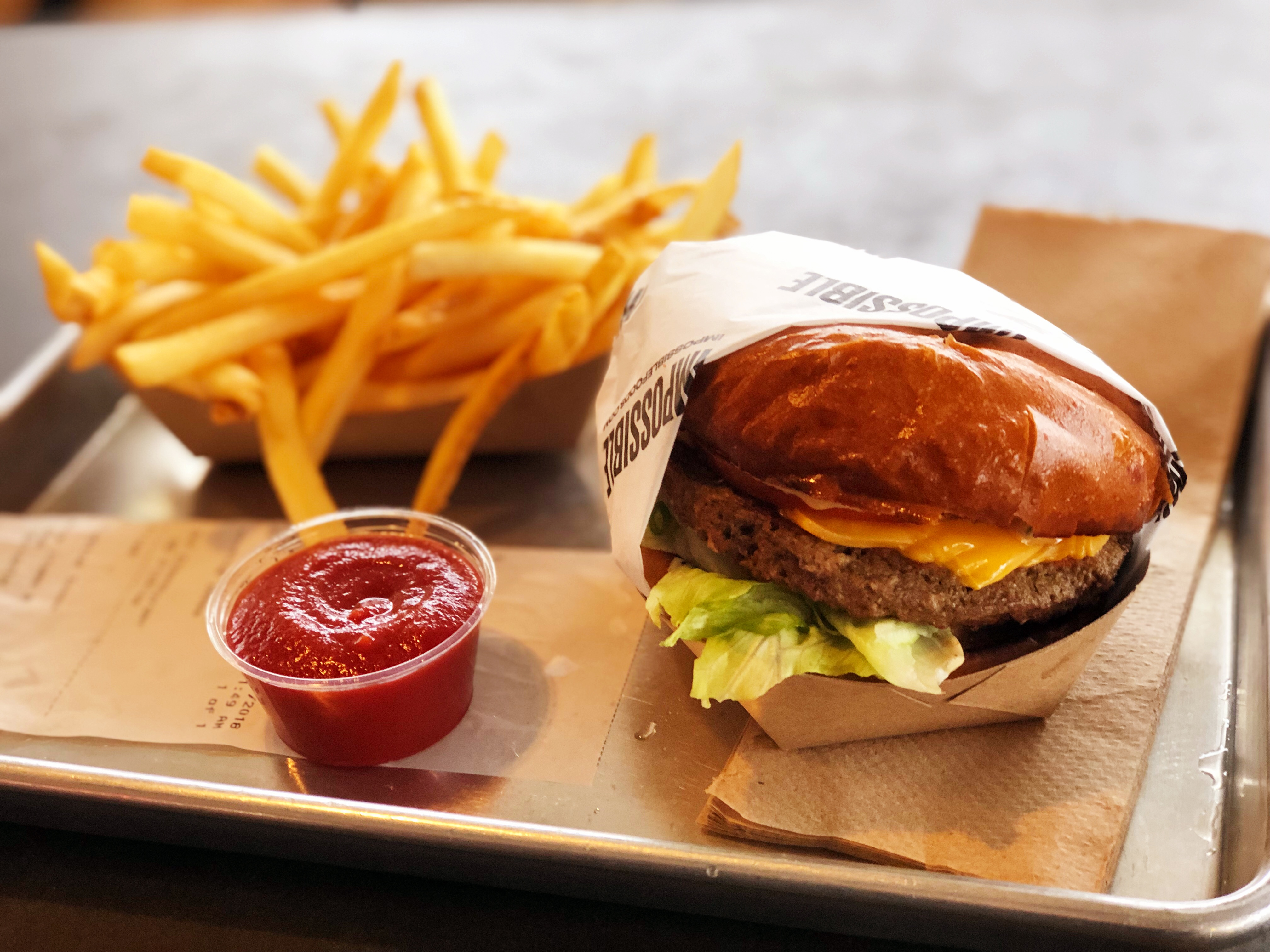
加州一個人造肉漢堡拍攝於2018年，當時價格相當高只能做為科技話題。

直流電流DC刺激培植肉細胞之後，會造成老鼠成骨蛋白信使核糖核酸(mRNA)增加，比起沒有接受7天直流電刺激的老鼠間充質幹細胞還高，這個結果增加了間充質幹細胞中的成骨蛋白細胞分裂的速度，具體的做法是在培養肉生物反應器放置電極，再用鹽橋的方式傳送直流電給間充質幹細胞，避免金屬電極與細胞產生化學反應。
現在常做的做法，是取得多功能幹細胞的修復能力再加上成長因子，因為成長因子例如小牛血清，需要有萃取技術萃取出純度高的成長因子所以很貴，現在有找植物性成長因子來降低成本達成等效原理。
因為要模仿血管補充成長因子與細胞外基質來修復補充肌肉，需要創造架構(scaffolds)，而且架構需要創造出3D的模組，常用物質有膠原蛋白，藻酸鹽(植物性替代品)，來讓幹細胞分裂成肌肉組織，並且讓他們黏在一起，不然已經分裂的細胞會死亡，因為得不到養分，而且最重要的是要有神經與脂肪組織，來讓細胞模仿體內的生長。
架構通常要有像血管跟膠原蛋白一樣的功能，而且幹細胞最好能維持幹細胞的狀態不斷分裂，並且維持良好的分裂方向，生長成肌肉與血管細胞。
在食品安全的部分，因為培植肉沒有像一般肌肉一樣有免疫功能系統，但是在生產過程中經過人工酸鹼(ph)、溫度、以及有人工控制確保微生物不會生長所以會免去抗微生物藥物的殘留，所以又稱作為清潔肉。

## 现实应用
- 2020年新加坡政府核准美國食品製造公司Eat Just公司在新加坡製造、販賣實驗室製造的雞肉，[12]雖然價格較高僅有娛樂性質但是首次國家級核准。
- 2022年日本東京大學和日清食品開展合作，探索人造肉在日本市場化可能性。[13]
- 有生物公司用crispr基因工程改造技術應用在培植肉上，這種方式是將不想要的基因剪下來再把想要的基因貼上去，來使遺傳信息改變其他應用方式有讓牛生不出角，或是讓米生產出胡蘿蔔素形成金色的米，應用在培植肉上可以使肉生產出其他營養素，或是說幹細胞不斷再生，並且維持基因組不要改變太多，因為分裂越多次培植肉很可能會變成病變的肉，目的在於產生基因穩定的健康培植肉。2021年有日本科學家團隊研究出可以調整「脂肪和肌肉的成分比例」的「人造和牛肉」。[14]
- 2023年底中國南京农业大学教授周光宏表示已經實現細胞培養肉的產業化全部研發，中國具有成為人造肉生產和消費第一大國的可能性[15]，其研發的生物反應器全流程可以將飼養動物改為飼養細胞的方案取得豬肉，每三週內可以生產一個循環。理論上每一千個幹細胞種子能生產2萬公斤肉類。同時上海食未生物公司、中科院先進院深圳分院、上海交大農業生物專案等公私立機構也是同一賽道上的參與者，中國大陸將人造肉列為未來重點科技方向。

## 優缺點

### 優點
培植试管肉食较传统畜牧业的好处，
- 能减少35%～60%的能源消耗
- 少占用98%的土地
- 少生产80%～95%的温室气体
- 提高粮食供应效率[16]。
- 作為太空人類的肉食供應的研究[17]。
- 相比傳統的養殖需要，水和土地的使用量分別能減少4%和1%

### 缺點
- 鹽分過高（技術有待突破）。
- 相關的保存與運送方式有待發展。
- 有著各國法規、人民接受度與價格等之變數。
- 目前與真肉口感仍有差別。
- 如果取代真肉，短時間肉品供給恐怕是由先進國家或大國掌握，此外，無法生產培植肉的弱國或原肉品出口國將受到經濟衝擊。
- 价格普遍过高。例如2019年底中国大陆某电商平台销售人造肉（植物肉，并非培植肉），每500克售价为人民币60元左右，约为彼时中国大陆猪肉价格的两倍左右（当时中国大陆肉价正处于历史高峰期）。[18]

## 與素肉的分別
素肉是指一些利用大豆或麩質等植物蛋白質用機械方法生產出來的合成肉或人工肉，並不含動物成份。

## 圖集

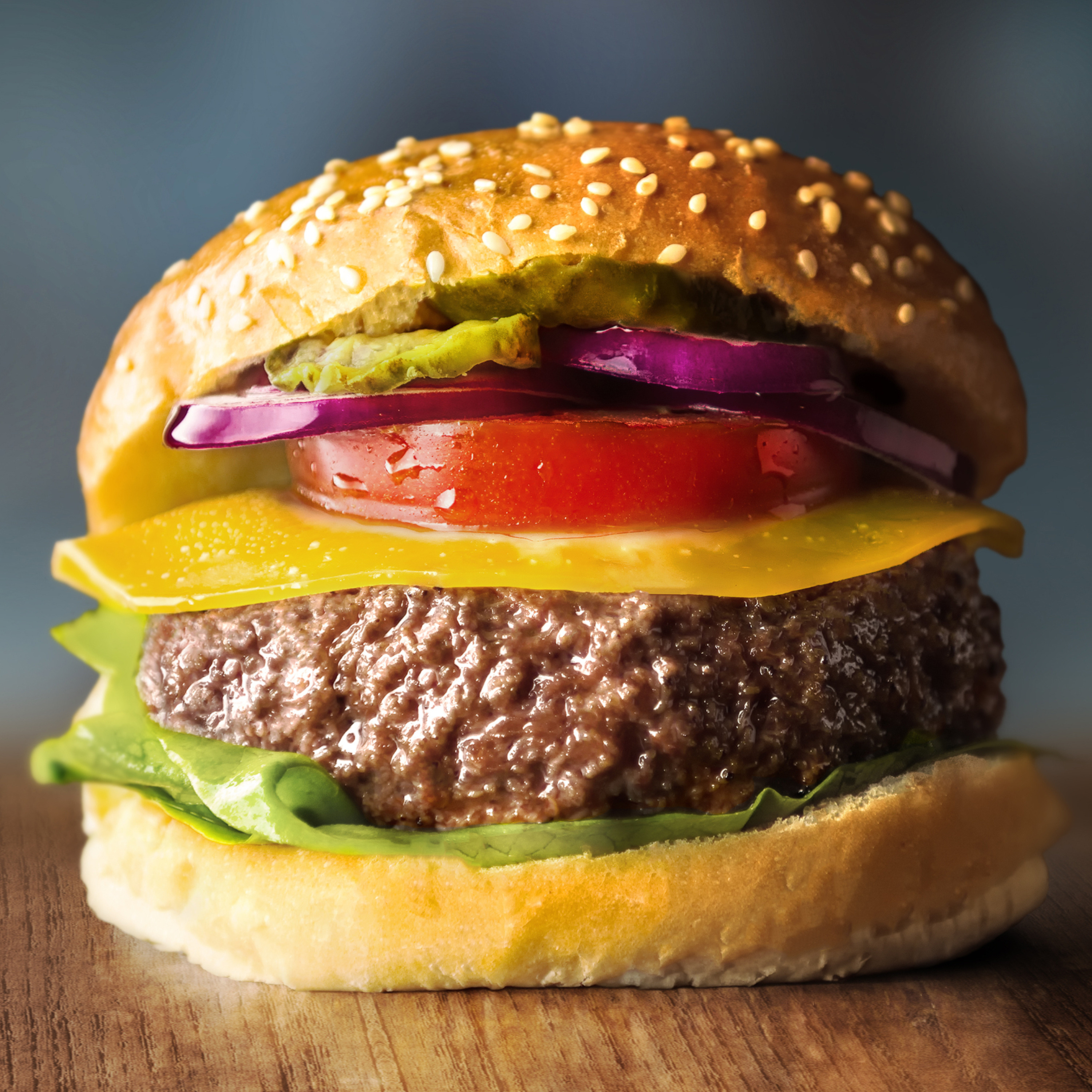
培植漢堡（2013年）
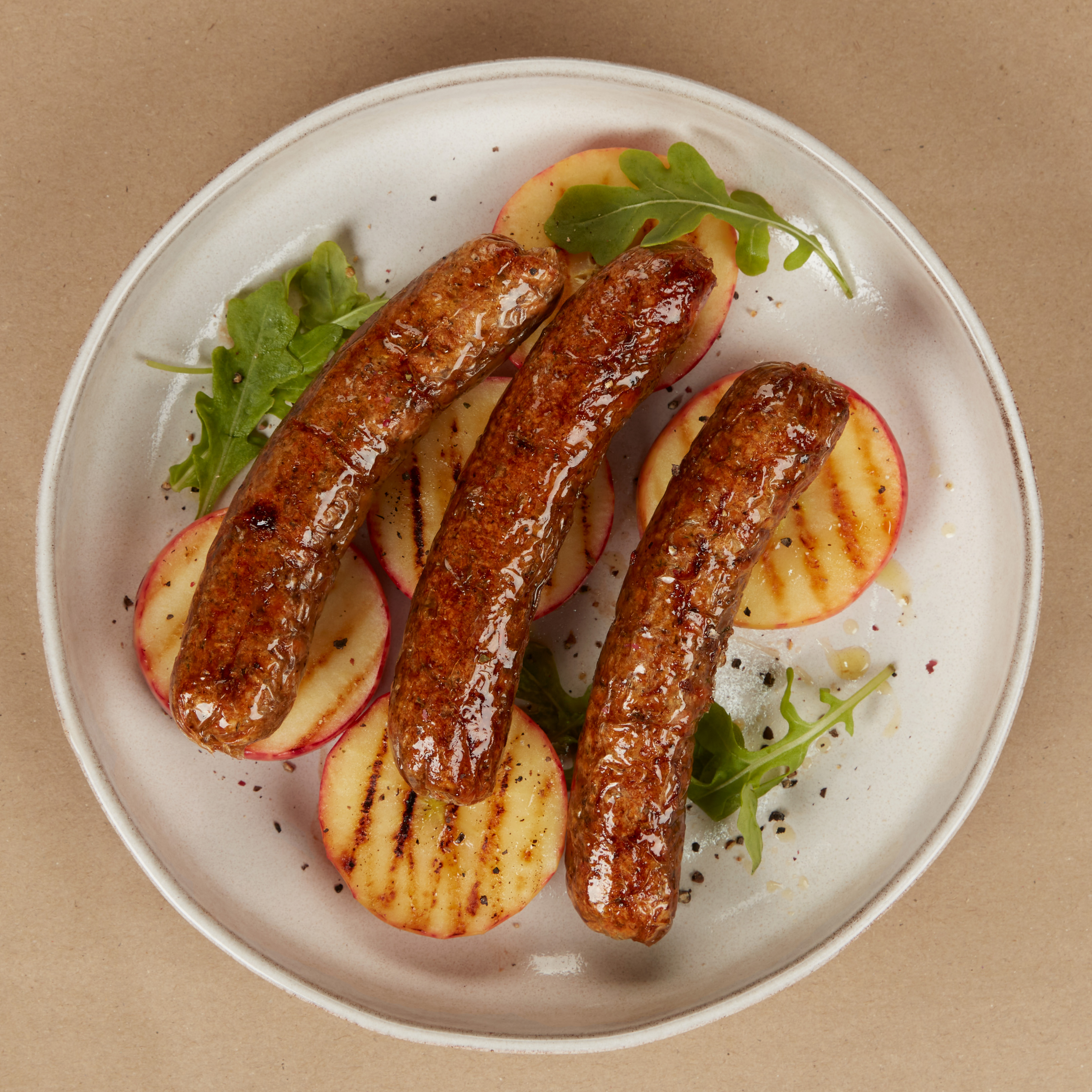
培植香腸（2023年）
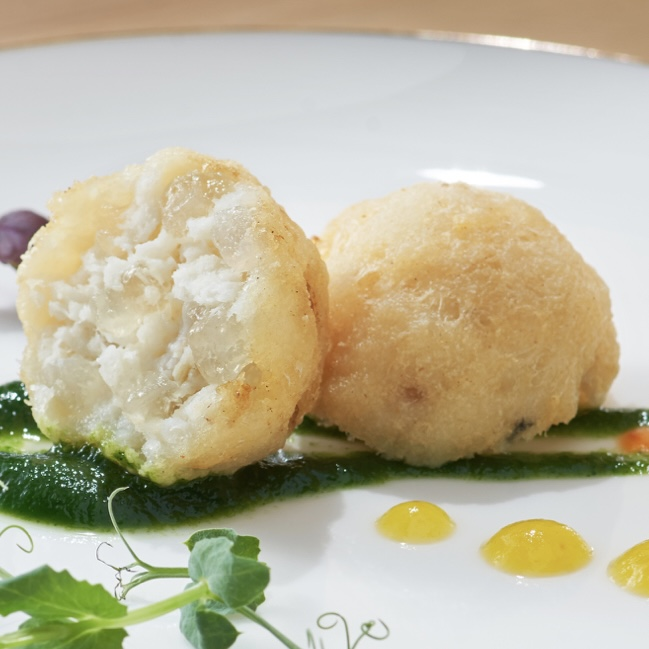
培植魚肚（2019年）
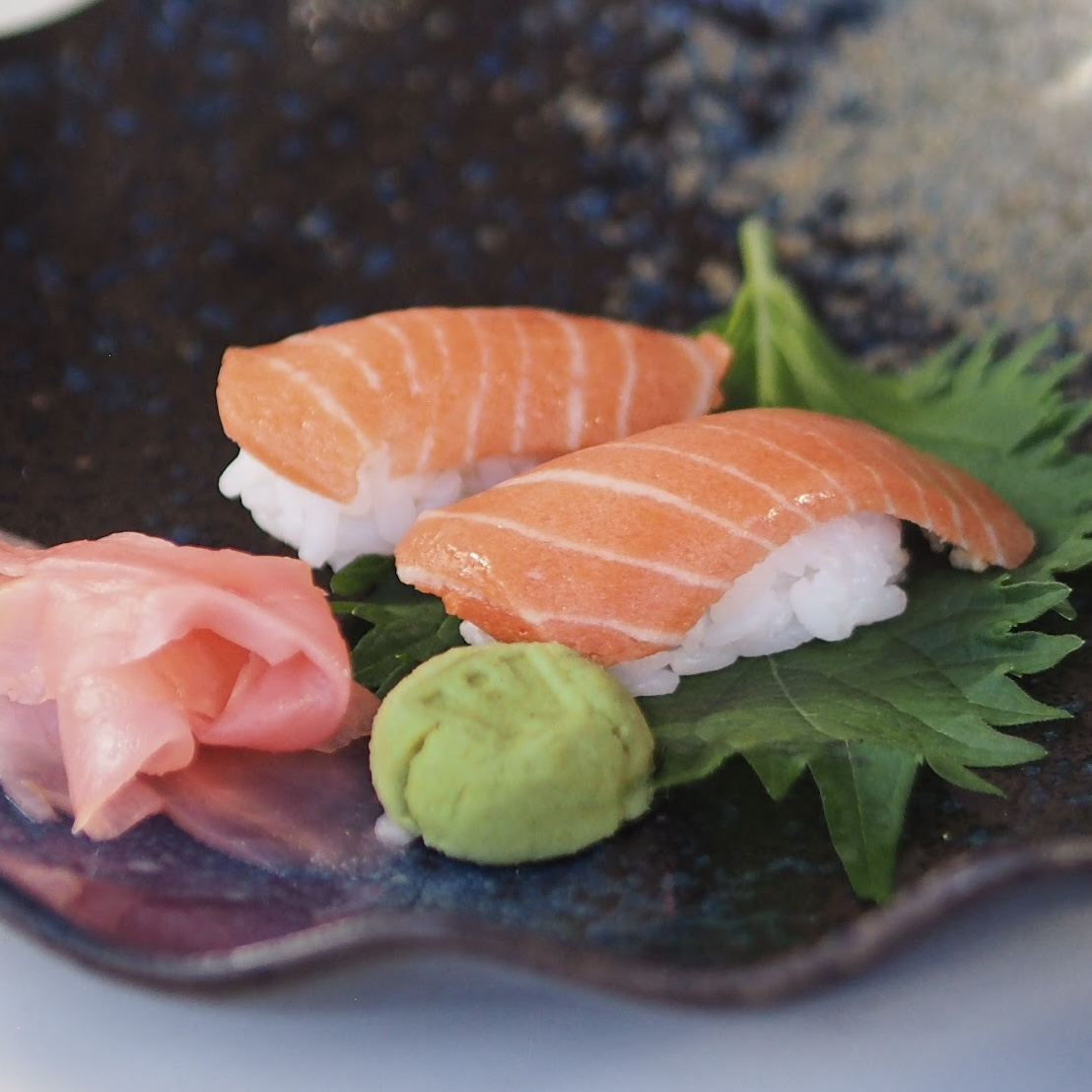
培植鮭魚（2020年）
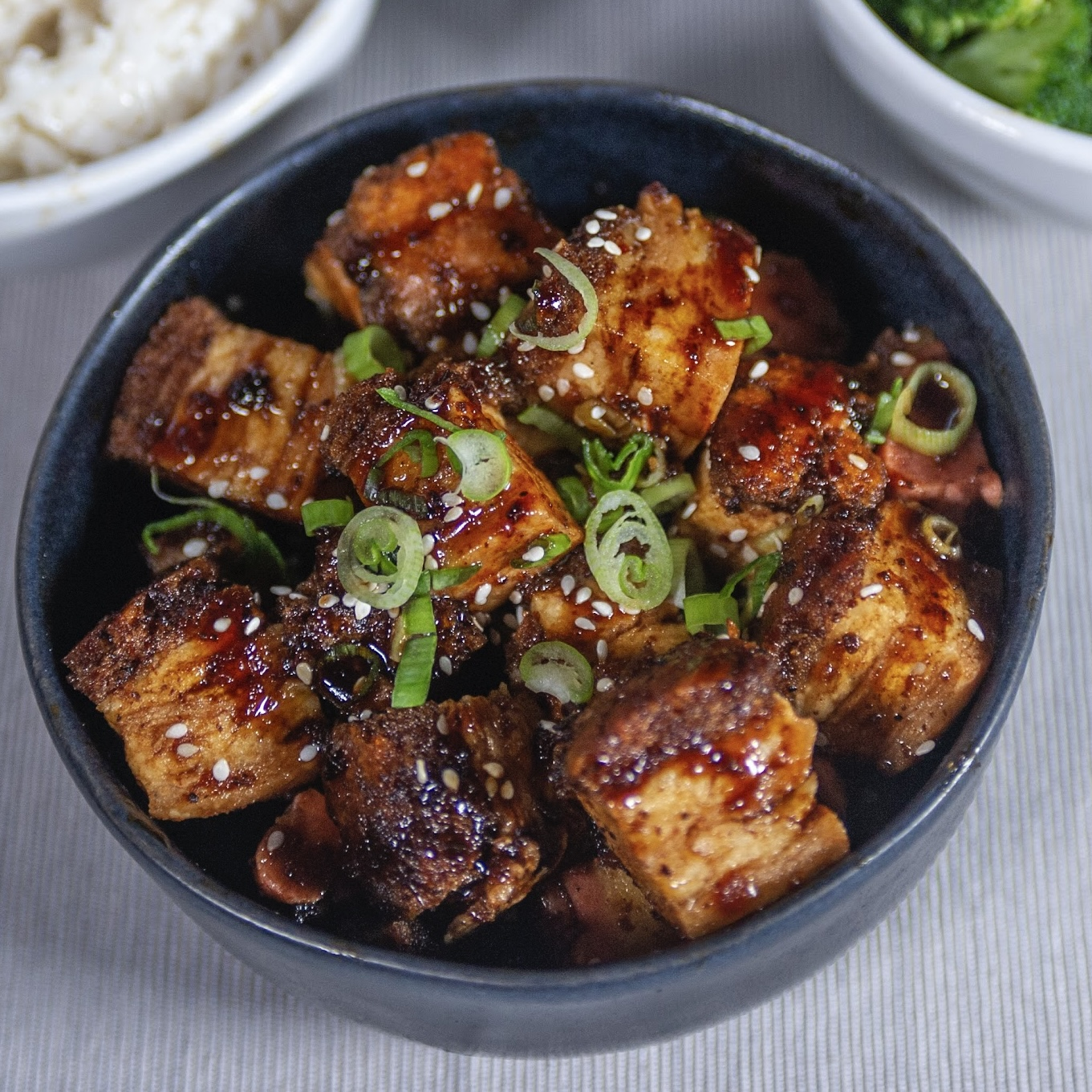
培植豬肉（2020年）
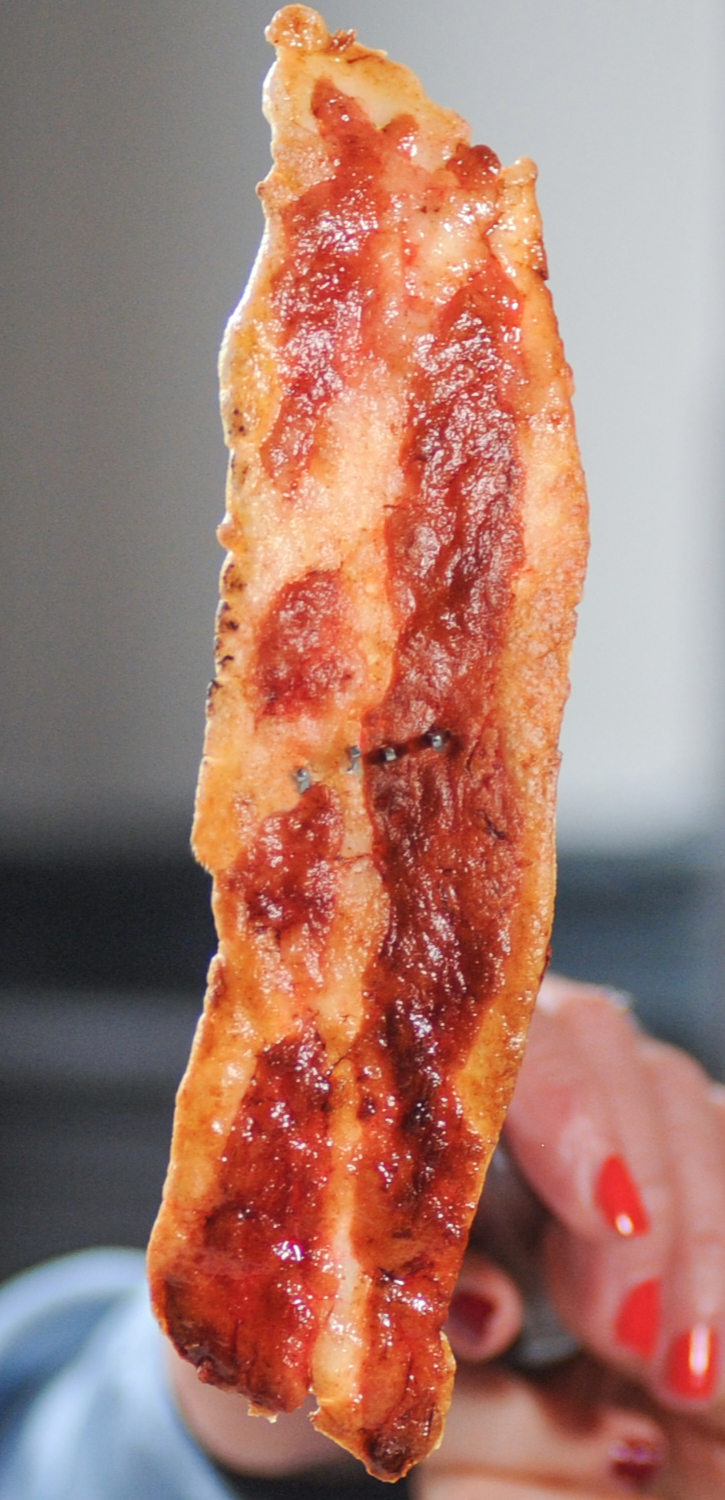
培植培根（2020年）

## 外部連結
- In Vitro Meat Consortium（页面存档备份，存于）
- New Harvest（页面存档备份，存于）
- YouTube上的「人造肉」掀飲食革命！口感同真肉？怎製作？- 李四端的雲端世界
- Opportunities for applying biomedical production and manufacturing methods to the development of the clean meat industry（页面存档备份，存于）
- YouTube上的完整受精至胎儿形成过程，受孕过程，奇妙的生命形成。（页面存档备份，存于）
- Tissue Engineering for Clean Meat Production（页面存档备份，存于）
- Lab-Grown Meats Will Change the Food Industry Forever （页面存档备份，存于）
- Scientific Challenges and Solutions for Cultured Meat Manufacturing（页面存档备份，存于）
- Direct current electrical stimulation chamber for treating cells in vitro